# Nolella horrida
Nolella horrida är en mossdjursart som först beskrevs av Charles Henry O'Donoghue 1926.  Nolella horrida ingår i släktet Nolella och familjen Nolellidae. Inga underarter finns listade i Catalogue of Life.